# マールティン・ブレーマ・デ・ストンメ
マールティン・ブレーマ・デ・ストンメ（Maerten Boelema de Stomme、1611年2月17日が洗礼日、1644年以降に没）は、オランダ黄金時代の画家、1642年からの2年ほどの期間に、署名のある静物画を残した。

## 概略
オランダ北部のレーワルデンで生まれた。ハールレムの静物画家、ウィレム・クラースゾーン・ヘーダ(c.1593-c.1681)の弟子であった。自らの作品に「M.B. de Stomme」と署名し、「de Stomme」は聾啞の意味で、聴覚障害があったと考えられている。
1642年から2年ほどの間に約20点の作品を残した。食卓や食器、食材などを題材にした静物画、「バンケッチェ（banketje:晩餐図）」を描いた画家で、ワインの入ったラマー(Rummer、足付きのグラス)やナイフ、皮が剥かれたレモンが銀の皿や食卓の上に置かれるという構図などの静物画を描いた。

## 作品

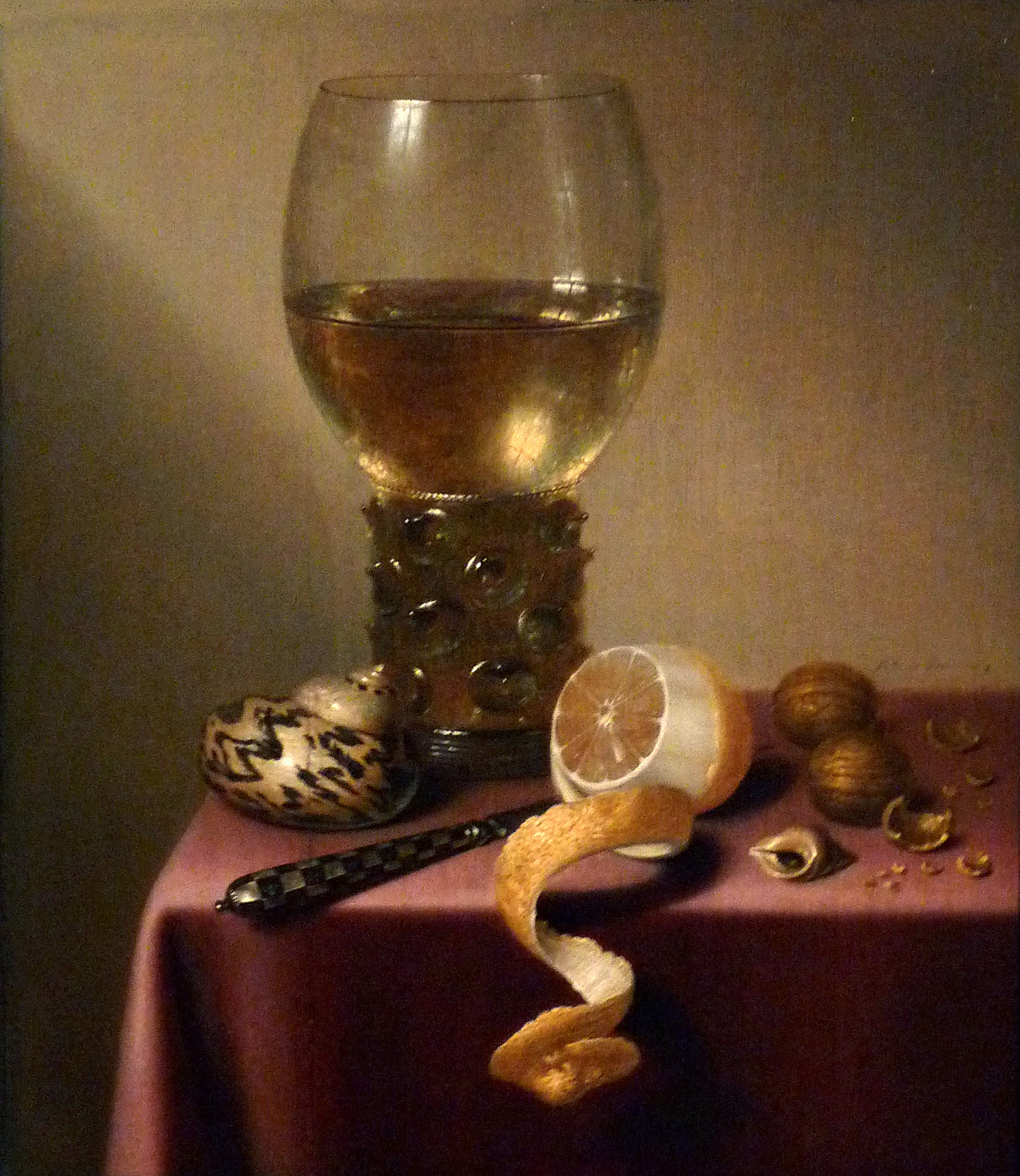
レモンのある静物画 ランス美術館
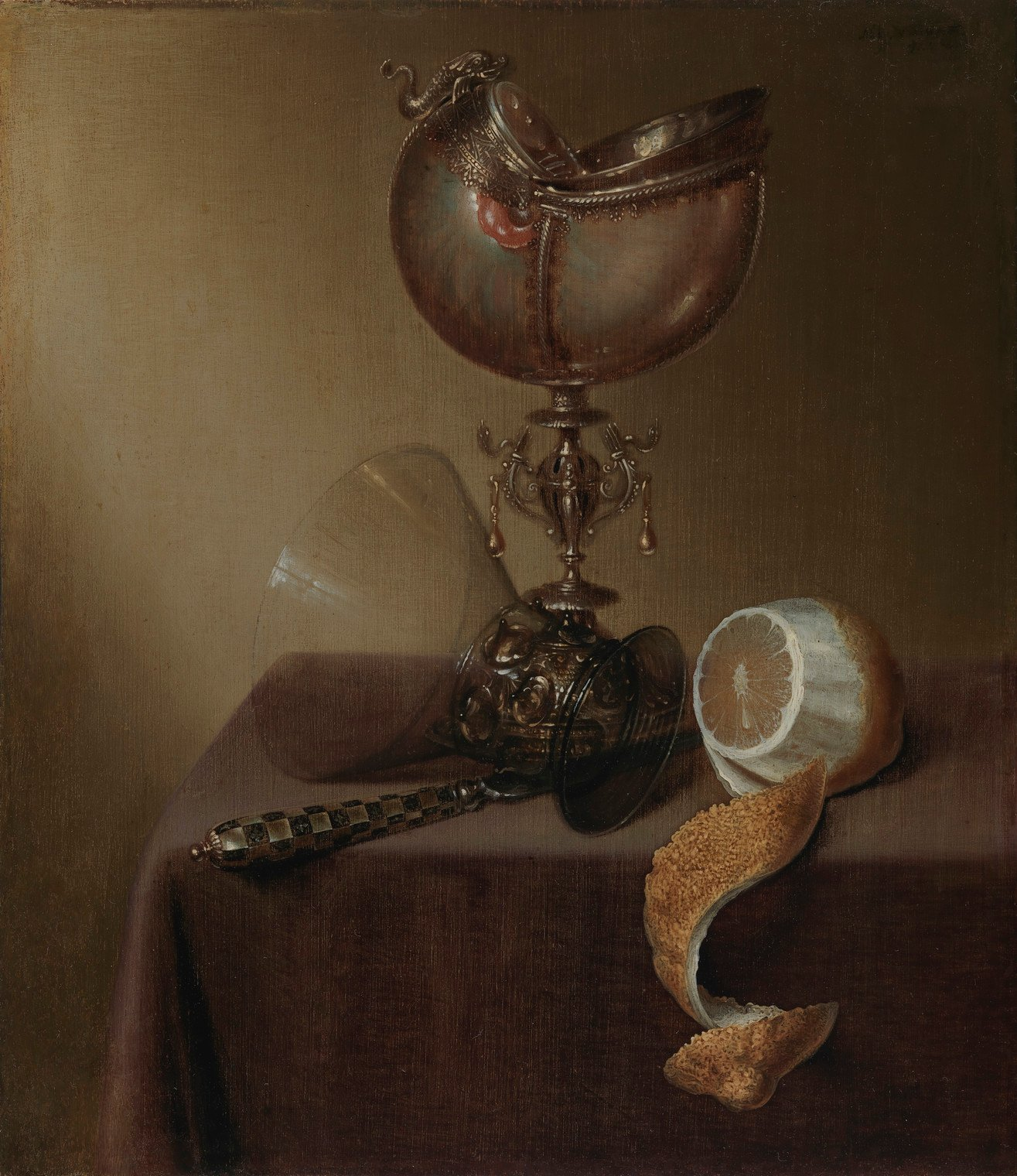
静物画 (1642) フィンランド国立美術館
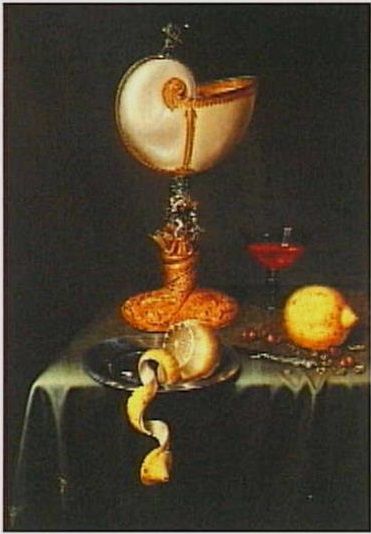
貝型食器(nautilus cup)などのある静物画

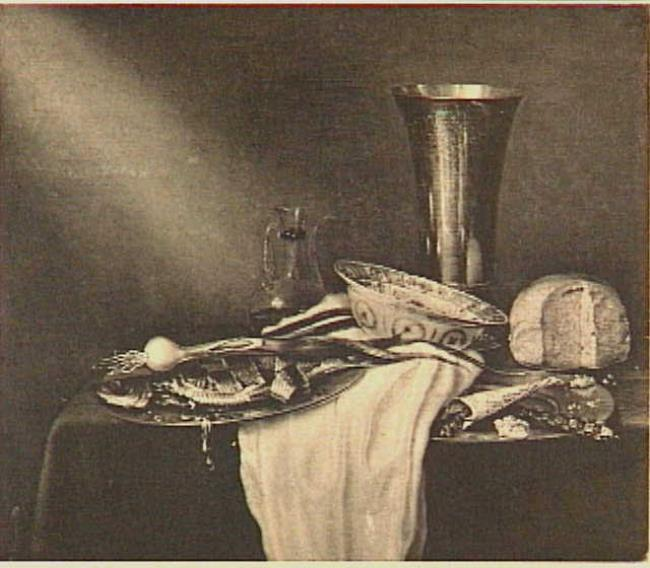
ニシンと玉ねぎのある静物画 (1664)
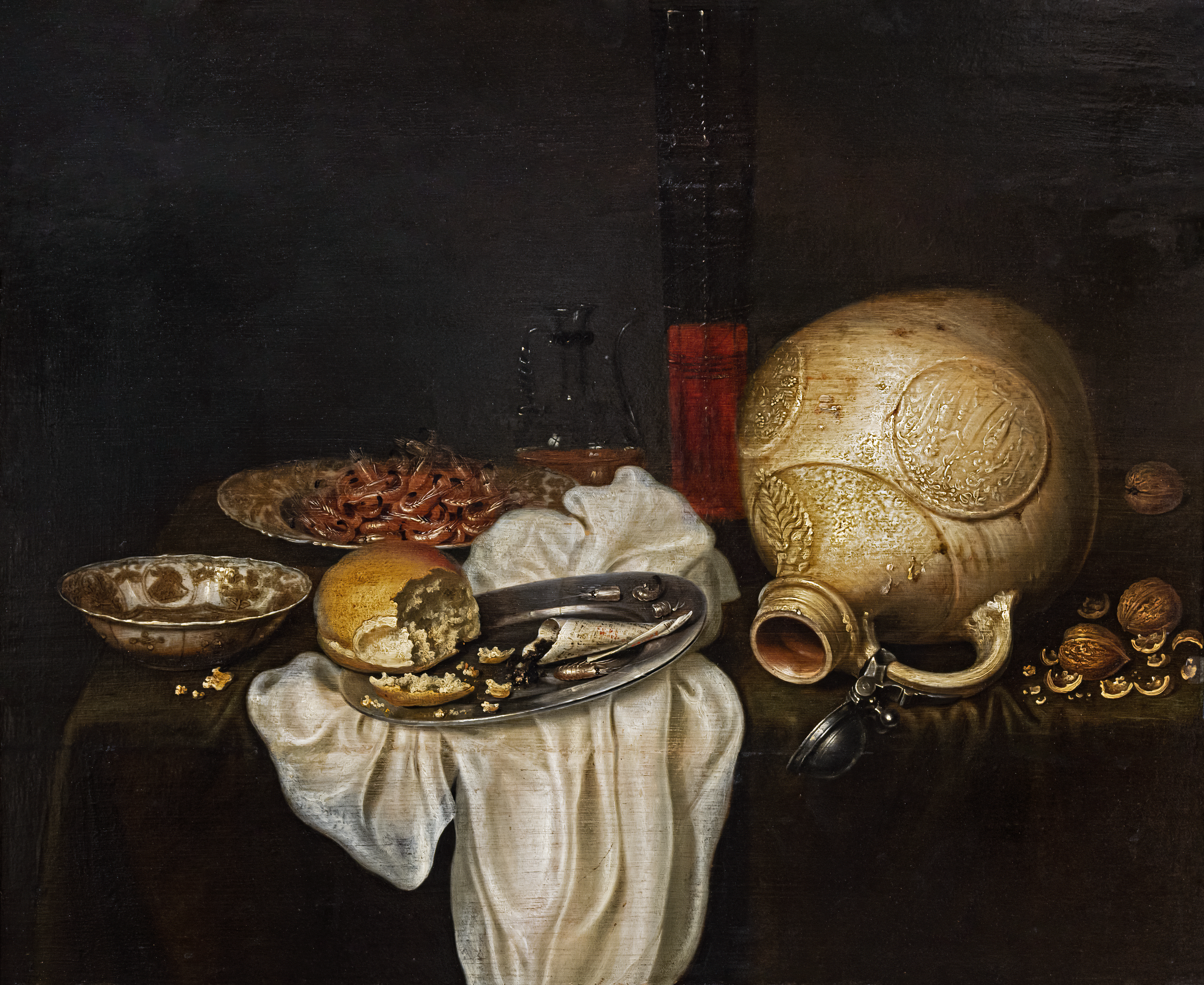
水差しとエビのある静物画 アジャン美術館
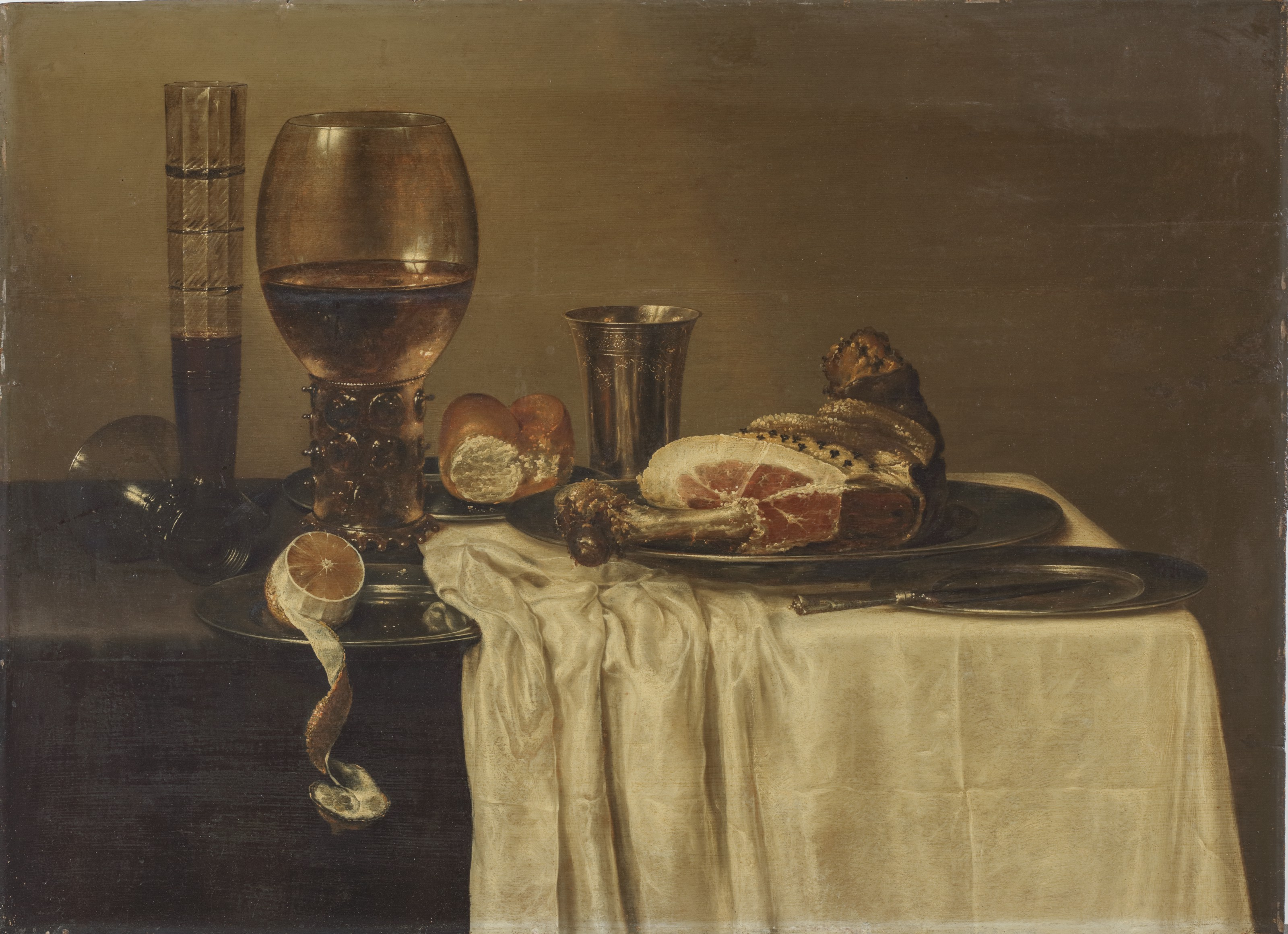